# El Potrillo
El Potrillo é um município da Argentina, localizada na província de Formosa.